# Gentiana triflora

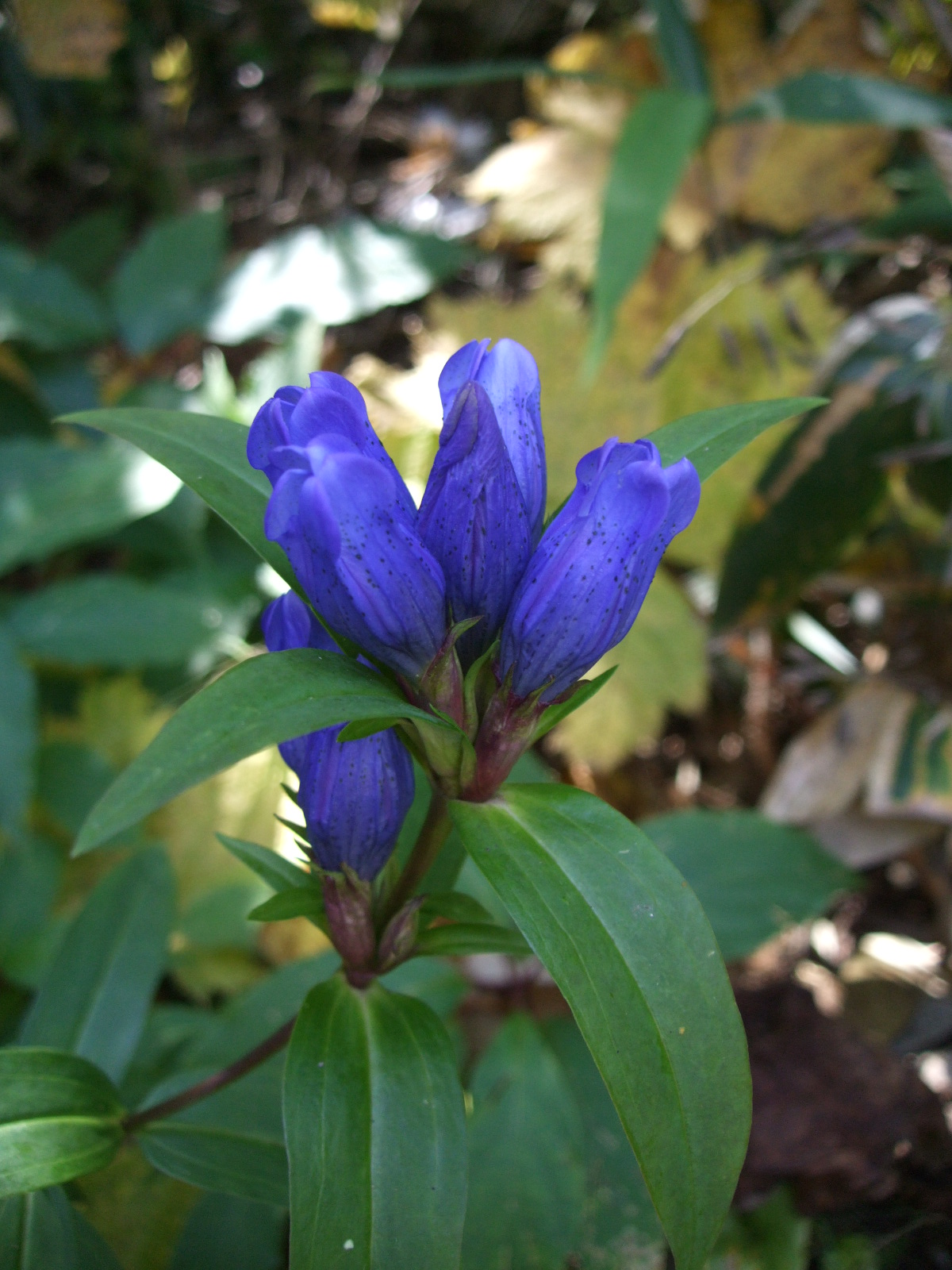
Vista de la planta

Gentiana triflora ('三花龙胆 san hua long dan en chino) es una planta alpina, perenne en el género Gentiana que es nativa de los prados y bosques de China (Hebei, Heilongjiang, Jilin, Liaoning, Mongolia Interior), Mongolia, del este de Rusia, Corea y Japón a una altitud de 600-1000 metros.

## Descripción
Son plantas perennes que alcanzan un tamaño de 35-80 cm de altura. Tallos glabros. Las láminas foliares lineares a linear-lanceoladas, base obtusa a redondeada, margen ligeramente revoluto y suave acuminado, ápice de agudo, venas 1-3 prominentes. Hojas inferiores pálido púrpura, 1-1,2 cm; las medias de 5-10 cm × 3-9 (-20) mm; y las hojas superiores ligeramente más pequeñas. Las inflorescencias axilares formadas por grupos o racimos terminales, con pocas a muchas flores; brácteas 0,8-1,2 cm. Flores sésiles. Cáliz tubular de 0,8-1,2 cm, generalmente dividido en 1 lado; lóbulos irregulares, linear a estrechamente triangular, 4-8 (-16) mm, margen ligeramente revolutos, ápice agudo, la vena 1. Corola azul-púrpura, tubular-acampanada, 3.5 a 4.5 cm; lóbulos ovado-orbiculares, 5-8 mm, margen entero o erose, ápice obtuso a redondeado. Cápsulasde  1.5 a 1.8 cm; ginóforo a 1 cm. Semillas 2-2,5 mm. Fl. y fr. agosto-septiembre.

## Propiedades
Los pétalos que son de color azul contienen predominantemente la antocianina inusualmente azul y estable gentiodelfina ( delfinidina 3-O-glucosil-5-O-(6-O-cafeoil-glucosil)-3'-O-(6-O-cafeoil-glucósido) ).

## Taxonomía
Gentiana triflora fue descrita por  Peter Simon Pallas y publicado en Flora Rossica 1(2): 105. 1789.
Etimología
Gentiana: Según Plinio el Viejo y Dioscórides, su nombre deriva del de Gencio, rey de Iliria en el siglo II a. C., a quien se atribuía el descubrimiento del valor curativo de la Gentiana lutea. El Banco de Albania ha recogido esta tradición: la Gentiana lutea está representada en el reverso del billete de 2000 lekë albaneses, emitido en 2008, en cuyo anverso figura el rey Gencio.
triflora: epíteto latíno que significa "con tres flores".
Sinonimia
- Pneumonanthe triflora F.W.Schmidt	[9]